# Yakumo (Hokkaidō)
Pour les articles homonymes, voir Yakumo (homonymie).
Yakumo (八雲町, Yakumo-chō) est un bourg du district de Futami, situé dans la sous-préfecture d'Oshima, sur l'île de Hokkaidō au Japon.

## Géographie

### Situation
Yakumo se trouve dans le centre de la péninsule d'Oshima, bordé par la mer du Japon à l'ouest et par la baie d'Uchiura à l'est.

### Municipalités limitrophes
| Imakane      | Oshamanbe     | baie d'Uchiura |
| Setana       | Yakumo        | baie d'Uchiura |
| mer du Japon | Otobe, Assabu | Mori           |

### Démographie
Au 31 mars 2015, la population de Yakumo s'élevait à 17 669 habitants répartis sur une superficie de 956,02 km2.  En juillet 2024, elle était de 14 655 habitants.

## Histoire
Le village de Mori a été créé en 1881. Il obtient le statut de bourg en 1919.

## Transports
Yakumo est desservi par la ligne principale Hakodate de la JR Hokkaido. La gare de Yakumo est la principale gare du bourg.